# Praça Rui Barbosa (Porto Alegre)

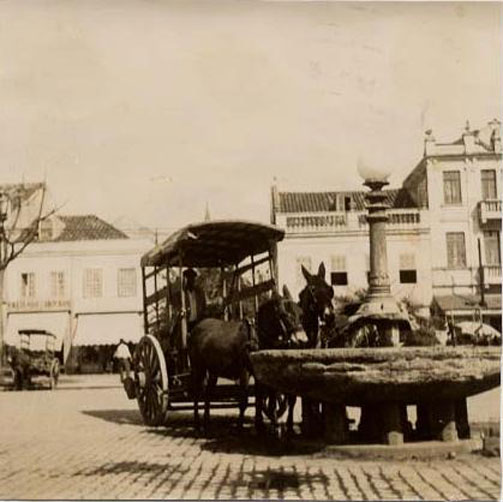
Virgilio Calegari: Fonte da praça Rui Barbosa, 1900-1910

A Praça Rui Barbosa é um tradicional e histórico logradouro da área mais popular do centro de Porto Alegre, capital do estado brasileiro do Rio Grande do Sul. Situa-se entre a Rua Voluntários da Pátria e a Avenida Júlio de Castilhos.
Em seus inícios era uma área ocupada por estaleiros, sendo em 1839 referida em Ata da Câmara Municipal como Praia do Estaleiro. Nesta época, estando a cidade sitiada pelos farrapos, o local foi escolhido para instalação dos matadouros da cidade.
Com a construção do Mercado Público de Porto Alegre cogitou-se, em torno de 1869, de transferir para a Praia do Estaleiro as carretas que vinham para a cidade e, na década seguinte, ela foi efetivamente usada para tal, tendo recebido o nome de Praça das Carretas em 1879, quando foi demarcada, aterrada e drenada, sendo que o seu último estaleiro recebeu ordem de transferência para outro local em 1887.
No ano seguinte seu nome mudou para Praça Visconde do Rio Branco e, em 1900, o Corpo de Bombeiros nela construiu um barracão de madeira para ser usado como sua sede. Até então, o local não recebera nenhuma urbanização, e continuava sendo muito percorrido por carroças de tração animal, embora as carretas tivessem sido expulsas para a Várzea desde 1894. Até 1929, as carroças eram numerosas, levando à construção de um bebedouro para os animais.
Em 1936 recebeu sua denominação atual. Os bombeiros permaneceram na praça até a década de 1950, quando se mudaram para o quartel na Rua Silva Só. Desde então, passou a ser usada como terminal de ônibus e, mais tarde, em canteiro de obras para a construção do camelódromo.
O camelódromo, inicialmente denominado Centro Popular de Compras e, atualmente, Shopping do Porto Camelódromo, foi inaugurado em 8 de fevereiro de 2009. É formado por 800 lojas, ocupadas por comerciantes informais do centro, credenciados pela Secretaria Municipal da Produção, Indústria e Comércio, e está localizado em plataforma de 10 mil metros quadrados sobre o terminal de ônibus da Praça Rui Barbosa.